# Liste der Staatsoberhäupter 766
Übersicht
◄◄ | ◄ | 762 | 763 | 764 | 765 | Liste der Staatsoberhäupter 766 | 767 | 768 | 769 | 770 | ► | ►►

Weitere Ereignisse

## Amerika
- Maya
  - Copán
    - Herrscher: Yax Pasaj Chan Yoaat (762–820)

  - Palenque
    - Herrscher: K'inich K'uk' Bahlam II. (764–ca. 785)

  - Tikal
    - Herrscher: Yik’in Chan K’awiil (734–766)
    - Herrscher: Ruler (766–768)

## Asien
- Bagan
  - König: Shwemauk (762–785)

- China
  - Kaiser: Tang Daizong (762–779)

- Iberien (Kartlien)
  - König: Nerse I. (760–780)

- Indien
  - Östliche Chalukya
    - König: Vijayaditya I. (755–772)

  - Pala
    - König: Gopala I. (750–775)

  - Pallava
    - König: Nandi Varman II. (710–775)

  - Pandya
    - König: Parantaka Nedunjadaiyan (765–790)

  - Rashtrakuta
    - König: Krishna I. (756–774)

- Japan
  - Kaiserin: Kōken (764–770)

- Kaschmir
  - König: Vajraditya (761–768)

- Korea
  - Balhae
    - König: Sejong Mun (738–794)

  - Silla
    - König: Hyegong (765–780)

- Kalifat der Muslime
  - Kalif: al-Mansur (754–775)

- Nanzhao
  - König: Meng Geluofeng (751–779)

- Tibet
  - König: Thrisong Detsen (755–796)

## Europa
- Bulgarien
  - Khan: Sabin (765–766)
  - Khan: Umor (766)
  - Khan: Toktu (766–767)

- Byzantinisches Reich
  - Kaiser: Konstantin V. (741–775)

- England (Heptarchie) 
  - East Anglia
    - König: Æthelred I. (760–780)

  - Essex
    - König: Sigeric I. (ca. 760–798)

  - Kent
    - König: Heahberht (765–785)

  - Mercia
    - König: Offa (757–796)

  - Northumbria
    - König: Ealchred (765–774)

  - Wessex
    - König: Cynewulf (757–786)

- Fränkisches Reich
  - König: Pippin der Jüngere (751–768)

- Italien
  - Langobardenreich
    - König: Desiderius (757–774)
    - Autonome langobardische Herzogtümer:
      - Herzog von Benevent: Arichis II. (758–787)
      - Herzog des Friaul: Peter (751–774)
      - Herzog von Spoleto: Theodicius (763–773)

  - Kirchenstaat
    - Papst: Paul I. (757–767)

  - Venedig
    - Doge von Venedig: Maurizio Galbaio (764–787)

- Schottland
  - Dalriada
    - König: Aed (739–778)

  - Strathclyde
    - König: Eugein II. (760–780)

  - Pikten
    - König: Ciniod mac Uuredech (763–775)

- Spanien
  - Asturien
    - König: Fruela I. (757–768)

  - Emirat von Córdoba
    - Emir: Abd ar-Rahman I. (756–788)

- Wales
  - Gwynedd
    - König: Caradog ap Meirion (754–798)

  - Powys
    - Fürst: Brochfael ap Elisedd (755–773)